# سعيد زدوق
سَعِيد زَدُوق (مواليد 1954 مـ) صَحَفِيٌّ ومُعَلِّقٌ رياضيٌّ مغربيٌّ. بَرَزَ في ثمانينياتِ وتسعينياتِ القرنِ الـ20 مـ، حيث عَلَّقَ على عِدَّةِ مبارياتٍ لكرةِ القدمِ تَأَهَّلَ المنتخبُ الوطنيُّ المغربيُّ نتيجةً لها لكأسِ العالمِ، وكان الصوتَ الجاهِرَ بتسجيلاتِ الهدّافينَ المغاربةِ من أمثالِ عبد الرزاق خيري وعبد السلام الغريسي، فأصبحَ بذلك أشهرَ معلقٍ رياضيٍّ مغربيٍّ.
يَعُدُّ سعيد زدوق نفسَه محظوظًا لكونِه عاشَ «أزهى فتراتِ الرياضةِ المغربيةِ» وَفْقَ تعبيرِه.
انضم في عام 1433 هـ (2012 مـ) إلى شبكة إذاعات راديو بلوس، وهو الآن مقدم برنامج «نقاش في الرياضة» في الشبكة الإعلامية ذاتها.

## أنظر أيضا
- قائمة بلعوشي